# Benjamin Recoura
Benjamin Recoura, né le 27 juin 1984 à Saint-Vallier dans la Drôme (France), est un joueur français de basket-ball. Il mesure 1,98 m et évolue au poste d'arrière ou d'ailier.

## Clubs successifs
- 2001-2002 :  Centre fédéral (Nationale 1)
- 2002-2005 :  Chorale Roanne Basket (Pro A)
- 2005-2006 :  Olympique d'Antibes Juan-les-Pins (Pro B)
- 2006-2007 :  Jeanne d’Arc de Vichy Val d’Allier Auvergne Basket (Pro B)
- 2007-2008 :  Étoile Sportive Saint-Michel Le Portel Côte d'Opale (Pro B)
- 2008-2012 :  Abeille Des Aydes Blois Basket (Nationale 1)
- 2012-2013 :  Stade de Vanves Basket (Nationale 2)